# Steinwolke
Steinwolke was een Duitse band uit de NDW-periode.

## Oprichting
De band werd door drie leden van de familie Haas opgericht: Clemens Maria, Konrad en Andres. Daarbij voegden zich de in Oeganda geboren Indiër en adoptiezoon van de familie Haas Dominic Dias en Uli Schmid uit Leonberg.

## Carrière
Tijdens de eerste jaren speelde de band eigenzinnige, in folkrock gewortelde en op wereldmuziek georiënteerde nummers met talrijke liveoptredens voor een alternatief gevormd publiek. Drie lp's ontstonden in deze periode van overwegend eigen regie en producties. In 1983 verscheen dan, als resultaat van een lange fase met altijd meer Duitstalige bijdragen onder de songs, de eerste zuiver Duitstalige lp met de hit Katharine bij het major-label EMI-Electrola. Als single bereikte het nummer de 21e plaats van de Duitse hitparade. Dit succes werd niet geëvenaard. In elk geval Zugvögel en Wenn du willst konden zich nog enigszins plaatsen op hoge posities in de radiohitlijsten.
Er verscheen nog de cd In wilder Zeit (1985), daarna verlieten Clemens en Andreas Haas de band. Daarvoor in de plaats kwam de bassist en huidige muziekproducent Jens Bernewitz. Er volgden de albums Bitte nicht knicken (1988), In 80 Tagen (1994) en meerdere singles. In 2004 publiceerde Konrad Haas bij het Duitse label Austrophon het soloalbum Manchmal war Himmel en meerdere singles onder de naam Konrad Haas' Steinwolke, die werden geproduceerd door Jens Bernewitz in de Noah-studio's in Hannover. Konrad Haas vormde samen met de acteur Bernd Tauber het duo Die Hausmeister. Ze hadden zich erop gespecialiseerd om op satirische manier Duitse gewoonten op de korrel te nemen. Bovendien vervolgt Konrad Haas aanhoudend zijn werkzaamheden als muziekproducent.
Gitarist en zanger Clemens Haas is ondertussen onder de naam Cle een solocarrière begonnen en heeft veel concerten in Duitsland gegeven, onder andere met Nena, Yvonne Catterfeld, Marius Müller-Westernhagen, Ulrich Tukur en het bigbandorkest The Hoagies. De door hem gecomponeerde hit Katharine werd door talrijke muzikanten gecoverd. Samen met regisseuse Claudia Mielke richtte Clemens Haas onder de hoofdterm Neue Deutsche Klassik het symfonieorkest Das Orchester op om afzijdig van de staatse cultuurprogressie de traditie van de symfonische componisten te continueren. In het orkest geïntegreerd is het koor Die 9, dat is samengesteld uit zes tenoren, twee baritons en een bas. Clemens Maria Haas dirigeert het orkest, componeert en schrijft teksten, deels samen met Claudia Mielke, en zingt evenzo solostukken, speelt akoestische gitaar en mandoline.
Bassist Jens Bernewitz en drummer Dominic Dias formeerden in 1992 samen met de zanger Michael Westphal de band Los Tumpolos, die honderden concerten gaven en als tot dusver enige Duitse band werden uitgenodigd voor het prestigieuze Reggae-Sunsplash-festival op Jamaica. Los Tumpolos publiceerden tot nu toe vier cd's en diverse singles.
Toetsenist Ulli Schmid werkt als pianist, componist, arrangeur en initiatiefnemer van kleinkunst-, muziekcabaret- en theaterprogramma's en was bij meerdere theaterpodia werkzaam, onder andere in Bamberg, Hannover, Hildesheim en bij de Domfestspielen Bad Gandersheim. Gastspelen brachten hem bovendien bij veel Duitse varietés en bij de Brooklyn Academy of Music in New York. Uiteindelijk maakte hij in de laatste jaren naam als arrangeur voor instrumentale en vocale werken, onder andere voor de NDR.
Een neef van de gebroeders Haas is de Amerikaanse acteur Lukas Haas.

## Discografie

### Singles
- 1983: Katharine
- 1984: Zugvögel
- 1985: Wenn du willst
- 1985: Millionenmal
- 1988: Teufel
- 1989: Viola
- 1994: Für mich

### Albums
- 1979: Steinwolke (eigen distributie)
- 1980: Lionskweet (eigen distributie)
- 1981: Live (eigen distributie)
- 1983: Steinwolke (EMI Electrola)
- 1985: In wilder Zeit (EMI Electrola)
- 1988: Bitte nicht knicken (Edition Flemu, Castor Music)
- 1994: In 80 Tagen
- 2004: Das Beste (Deutsche Austrophon)
- 2010: Die frühen Jahre (Sireena Records)